# چانکی (میسیسیپی)
چانکی (به انگلیسی: Chunky) شهرکی در ایالت میسیسیپی کشور ایالات متحده آمریکا است که جمعیت آن در سرشماری سال ۲۰۱۰ میلادی، ۳۲۶
نفر بوده‌است.